# Соња Ражнатовић
Соња Ражнатовић (Титоград, 3. октобар 1969) је црногорска књижевница и колумниста. Добитница је српске књижевне награде Мирослав Дерета. Колумниста је црногорског дневног листа Побједа. Завршила је Технолошко металуршки факултет у Подгорици.

## Књижевни рад
- Јана само привремено у блоку 9 (ОКФ Цетиње, 2016) роман[3][4]
- Exit, бити другачији ипак (Чигоја, 2017) роман
- Exit рестарт (Ренде, 2021) роман[5]
- Морбус мунди (2022) роман, добитник награде Мирослав Дерета[6][7]